# Supercoppa d'Europa 1995-1996 (hockey su pista)
La Supercoppa d'Europa 1995-1996 è stata la 16ª edizione dell'omonima competizione europea di hockey su pista. Alla manifestazione hanno partecipato gli spagnoli dell'Igualada, vincitore della Coppa dei Campioni 1994-1995, e gli italiani del Roller Monza, vincitore della Coppa delle Coppe 1994-1995.
A conquistare il trofeo è stato l'Igualada al terzo successo nella sua storia.

## Squadre partecipanti
| Club         | Qualificazione                     | Partecipazioni precedenti (il grassetto indica la vittoria) |
| ------------ | ---------------------------------- | ----------------------------------------------------------- |
| Igualada     | Detentore della Coppa dei Campioni | 1993-1994, 1994-1995                                        |
| Roller Monza | Detentore della Coppa delle Coppe  | 1989-1990, 1992-1993                                        |

## Risultati
| Squadra 1    | Totale          | Squadra 2 | Andata | Ritorno |
| ------------ | --------------- | --------- | ------ | ------- |
| Roller Monza | 3 - 3 (0-1 dcr) | Igualada  | 2 – 1  | 1 – 2   |

| Sesto San Giovanni 8 dicembre 1995 Finale di andata | Roller Monza | 2 – 1 | Igualada | PalaSesto |

| Igualada 16 dicembre 1995 Finale di ritorno | Igualada       | 2 – 1 (d.t.s.) | Roller Monza | Poliesportiu Les Comes |
| \| \| \| \| \| \| Shootout 1 – 0 \| \|      |                |                |              |                        |
|                                             |                |                |              |                        |
|                                             | Shootout 1 – 0 |                |              |                        |